# سوسک غواص نواری
سوسک غواص نواری (نام علمی: Acilius sulcatus) نام یک گونه از تیره غواص‌سوسکان است. این گونه ۱۴٫۴ تا ۱۸٫۲ میلی‌متر طول دارد. این گونه در نواحی گرمسیری واقع در شمال غربی اروپا زیست می‌کند.